# 3-Buten-1,2-diol
3-Buten-1,2-diol (auch 3,4-Dihydroxy-1-buten) ist ein vicinales Diol mit einer endständigen Doppelbindung. Die Verbindung ist ein Oxidationsprodukt des 1,3-Butadiens und wird auch im menschlichen Körper als Metabolit des Butadiens gefunden. Racemisches 3,4-Dihydroxy-1-buten wird als Synthesebaustein (engl. building block) für funktionelle Verbindungen, wie z. B. Monomere, und die Enantiomeren (R)- und (S)-3,4-Dihydroxy-1-buten für Naturstoffsynthesen eingesetzt.

## Vorkommen und Darstellung
3-Buten-1,2-diol entsteht beim Abbau des karzinogenen 1,3-Butadiens im Körper, wobei zunächst durch eine Cytochrom P450-vermittelte Oxidation 3,4-Epoxy-1-buten (auch als Butadienmonoxid bezeichnet) entsteht, das anschließend durch eine Epoxidhydrolase in das 1,2-Diol hydrolysiert wird. 1,2-BDiol wird in der Leber durch eine Alkoholdehydrogenase weiter zu 3-Hydroxy-2-butanon (Acetoin) und letztendlich zu Kohlendioxid metabolisiert.
Wegen teils geringer Ausbeuten und Einsatz schlecht verfügbarer Ausgangsstoffe oder problematischer Reaktanden wurden mehrere Synthesewege zu racemischem und enantiomerenreinem 3-Buten-1,2-diol vorgeschlagen.
Bei der Chloropren-Synthese aus 1,3-Butadien tritt als unerwünschtes Nebenprodukt 1,4-Dichlor-2-buten auf, das mit Natriumoxalat und Natriumcarbonat in Wasser bei 100 °C innerhalb von 2 Stunden zu 3-Buten-1,2-diol (ca. 31 %) und 2-Buten-1,4-diol (39 %) hydrolysiert werden kann.
Das durch Hydrierung des nach Walter Reppe aus Acetylen und Formaldehyd entstehenden 2-Butin-1,4-diol im industriellen Maßstab zugängliche 2-Buten-1,4-diol lässt sich durch Erhitzen mit Quecksilber(II)-sulfat  – besser jedoch mit Kupfer(I)-chlorid – in einer Allylumlagerung in Ausbeuten bis ca. 40 % in racemisches 3-Buten-1,2-diol isomerisieren.
Die enantioselektive Synthese von 3-Buten-1,2-diol aus 2-Buten-1,4-diol ist aufwendig und die bisher entwickelten Synthesewege sind bezüglich chemischer Ausbeute und Enantiomerenüberschuss noch unbefriedigend.
Oxidation von 1,3-Butadien an einem Silber-Kontakt erzeugt 3,4-Epoxy-1-buten (Vinyloxiran), das sich durch Erhitzen mit Wasser auf 100 °C zu einem Gemisch von 3-Buten-1,2-diol (71 %) und 2-Buten-1,4-diol (14 %) hydrolysieren lässt.
Auch für diesen Syntheseweg wurde eine enantioselektive Variante mit dem palladiumhaltigen Homogenkatalysator Tris(dibenzylidenaceton)dipalladium(0) [Pd2(dba)3] angegeben, die (2R)-3-Buten-1,2-diol in 84%iger Ausbeute und mit 85 % Enantiomerenüberschuss liefert.
Aus dem Zuckeralkohol Erythrit (fermentativ aus dem nachwachsenden Rohstoff Glucose zugänglich) kann 3-Buten-1,2-diol in brauchbaren Ausbeuten (56 %) durch Deoxydehydration erhalten werden.

## Eigenschaften
3-Buten-1,2-diol ist eine klare farblose Flüssigkeit, die sich in Wasser, Tetrahydrofuran THF, Methyl-tert-butylether MTBE und in Acrylnitril löst.

## Anwendungen
3-Buten-1,2-diol reagiert mit Kohlendioxid oder Dimethylcarbonat zu Vinylethylencarbonat (4-Vinyl-1,3-dioxolan-2-on) VEC, das Homo- und Copolymere bildet und als Additiv in Lithium-Metall-Akkumulatoren untersucht wird, wo es durch Ausbildung einer festen Elektrolytschicht die Passivierung der Li-Anode aufhalten sollte.
Ozonolyse von 3-Buten-1,2-diol in methanolischer Lösung liefert nach Hydrolyse des als Zwischenprodukt entstehenden Halbacetals Glycerinaldehyd in 77 % Ausbeute.
Durch Umsetzung mit Acetanhydrid entsteht aus 3-Buten-1,2-diol das entsprechende Diacetat (3,4-Diacetoxy-1-buten), das durch Hydroformylierung und anschließende Deacetylierung zu β-Formylcrotonylacetat (auch C5-Acetat genannt), einer Vorstufe für Vitamin A umgesetzt werden kann.
3,4-Dihydroxy-1-buten eignet sich auch als Ausgangsstoff für die als Methionin-Ersatzstoff in der Nutztierernährung verwendete 2-Hydroxy-4-methylthiobuttersäure HMB.
Nach fast quantitativer anti-Markownikow-Addition von Methanthiol an die Doppelbindung wird die primäre Alkoholgruppe selektiv mikrobiologisch, z. B. von Bakterien der Gattung Rhodococcus zur Carboxygruppe oxidiert.

## Externe Links zu erwähnten Verbindungen
1. ↑  Externe Identifikatoren von bzw. Datenbank-Links zu (2S)-3-Buten-1,2-diol:  CAS-Nr.: 62214-39-5, EG-Nr.: 634-713-9, ECHA-InfoCard: 100.162.669, PubChem: 6999958, ChemSpider: 5367470, Wikidata: Q27284526.
2. ↑  Externe Identifikatoren von bzw. Datenbank-Links zu (2R)-3-Buten-1,2-diol:  CAS-Nr.: 86106-09-4, PubChem: 6999959, ChemSpider: 5367471, Wikidata: Q27284367.
3. ↑  Externe Identifikatoren von bzw. Datenbank-Links zu Tris(dibenzylidenaceton)dipalladium(0):  CAS-Nr.: 51364-51-3, EG-Nr.: 610-654-4, ECHA-InfoCard: 100.122.794, PubChem: 9811564, Wikidata: Q1042313.
4. ↑  Externe Identifikatoren von bzw. Datenbank-Links zu 4-Vinyl-1,3-dioxolan-2-on:  CAS-Nr.: 4427-96-7, EG-Nr.: 700-261-7, ECHA-InfoCard: 100.148.919, PubChem: 2735038, ChemSpider: 2016761, Wikidata: Q72516362.
5. ↑  Externe Identifikatoren von bzw. Datenbank-Links zu 3,4-Diacetoxy-1-buten:  CAS-Nr.: 18085-02-4, EG-Nr.: 421-720-5, ECHA-InfoCard: 100.102.029, GESTIS: 902275, PubChem: 2735001, ChemSpider: 2016734, Wikidata: Q27236570.